# Escuela de cine

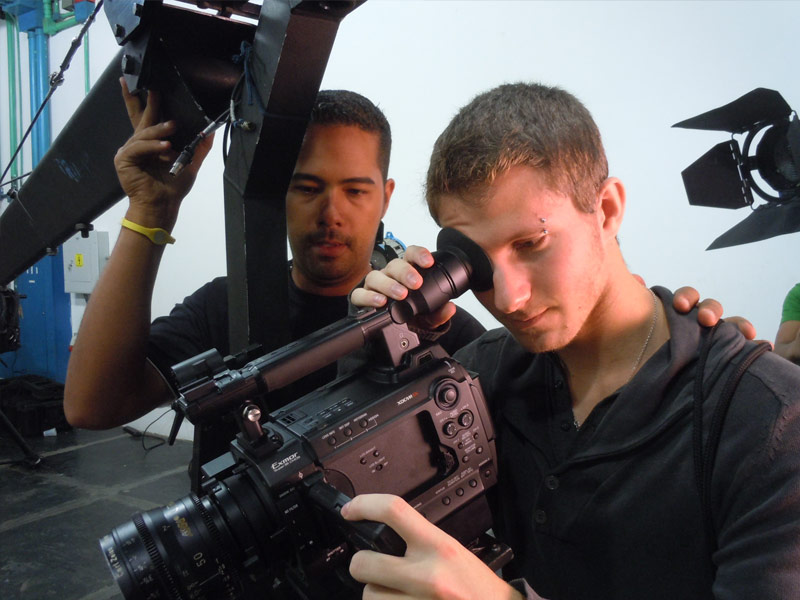
Estudiantes en la Escuela Nacional de Cine (Venezuela).

Una escuela de cine (también llamada academia de cine, según cada caso) es un establecimiento, público o privado, en el que se cursan estudios o formaciones relacionados con el arte cinematográfico, con el objetivo de la obtención de un diploma o de un título artístico o profesional. No debe confundirse el concepto de «estudios cinematográficos», es decir el estudio escolar, universitario o académico del cine, con los «estudios cinematográficos», es decir, las empresas que se ocupan de producir y rodar películas.
Tampoco deben confundirse las academias de cine en tanto que establecimientos de enseñanza con las academias de cine en tanto que instituciones de promoción y desarrollo del cine. En este último sentido del término «academia de cine», la Academia de Artes y Ciencias Cinematográficas, que otorga en Estados Unidos los célebres Premios Óscar, es el ejemplo más conocido de ese otro tipo de «academia».

## Historia
La enseñanza formal de la película comenzó con la teoría en lugar de la formación técnica práctica comenzando poco después del desarrollo del proceso de realización de la película en la década de 1890. Los primeros teóricos del cine estaban más interesados en escribir artículos sobre teoría cinematográfica que en enseñar a los estudiantes en un ambiente de clase. El  Instituto Pansoviético de Cinematografía, Moscú (hoy denominado Universidad Panrusa Gerásimov de Cinematografía) fue fundado en 1919 con cineastas rusos, entre ellos Sergei Eisenstein, Vsevolod Pudovkin y Lev Kuleshov, que sirven como profesores para diseminar sus puntos de vista sobre el propósito de las películas.
Aquellos que buscaban aprender la técnica de hacer películas en los primeros días del cine eran en gran parte autodidactas ingenieros o fotógrafos que experimentaron con la nueva tecnología cinematográfica. Con el auge de la producción cinematográfica comercial en la década de 1920, especialmente el sistema de estudio de Hollywood, quienes buscan aprender las habilidades técnicas de la realización cinematográfica a menudo comienzan en la parte inferior de un sistema jerárquico y se capacitan con una persona más experimentada para aprender el oficio. Los cineastas como Alfred Hitchcock y David Lean comenzaron de esta manera, comenzando como diseñador de tarjetas de título y asistente de claqueta, respectivamente, a principios de la década de 1920. La USC (School of Cinematic Arts, en castellano Escuela de Artes Cinematográficas) se fundó en medio de este sistema de Hollywood en 1929, y continúa siendo ampliamente reconocida como una de las escuelas de cine más prestigiosas del mundo.
Posteriormente, en 1935, Benito Mussolini fundó en la Italia fascista el Centro Sperimentale di Cinematografia (Centro Experimental de Cinematografía).
En la España franquista, la Escuela Oficial de Cine fue creada con la denominación de «Instituto de Investigaciones y Experiencias Cinematográficas» en 1947 en Madrid. En 1962 pasó a denominarse «Escuela Oficial de Cinematografía».
La tradición de aprendizaje a través de un sistema jerárquico continúa hasta nuestros días en los estudios cinematográficos y en la televisión en muchos puestos técnicos, como gaffers, agarres, operadores de cámara e incluso en la producción con edición y corrección de color. El cine independiente de bajo custo en el período posterior a la guerra utilizando cámaras de película portátiles de 16 mm permitió a cineastas como John Cassavetes en los Estados Unidos, junto con miembros de la New Wave francesa y el neorrealismo italiano en Europa, eludir el sistema clásico.
La noción de otorgar un título universitario de cuatro años en cine echó raíces en la década de 1960 con la fundación de prestigiosos departamentos de cine como la Escuela de Artes Tisch de la Universidad de Nueva York (1965), Walt Disney fundó el Instituto de Artes de California (1961) , el departamento de Radio-Televisión-Película de la Universidad de Texas (1965) y la Escuela de Artes de la Universidad de Columbia (1965). Con el paso de los años, la competencia por la admisión a estos programas ha aumentado constantemente con muchos programas de pregrado que aceptan menos del 10% de los solicitantes, y con una selección aún más estricta para los programas de postgrado.
En las décadas de 1990 y 2000, las mayores dificultades para ingresar y los costos financieros de asistir a estos programas hicieron que muchos gastaran su dinero autofinanciando sus propias características o asistiendo a un programa de escuela comercial más corto por el mismo costo. Sin embargo, las escuelas de comercio cinematográfico rara vez ofrecen más que conocimientos técnicos, y a menudo cuestan más de un título de una universidad pública sin proporcionar la seguridad de un título universitario de cuatro años para recurrir.

## Tipos de escuelas de cine
Una escuela de cine puede ser parte de una universidad o colegio público o privado existente, o parte de una institución privada con fines de lucro. Dependiendo de si el plan de estudios de una escuela de cine cumple con los requisitos académicos de su estado para la concesión de un título, la finalización de los estudios en una escuela de cine puede culminar en un título de pregrado o postgrado, o un certificado de finalización. Algunas instituciones, tanto acreditados como no acreditados, llevan a cabo talleres y programas de conservación más cortos concurrentes a cursos de mayor duración.
No solo los tipos de cursos ofrecidos, sino también el contenido, el costo y la duración de los cursos difieren mucho entre las instituciones más grandes y las escuelas de cine personalizadas. Las universidades ofrecen cursos que van de 1 a 4 años, con una mayoría de 3 o 4 años. Por el contrario, las escuelas de cine se centran en cursos técnicos más cortos de 1 o 2 años. [Citación necesitada]
Muchas escuelas de cine aún enseñan a los estudiantes cómo usar películas reales en sus producciones, aunque la incorporación de medios digitales en los currículos de las escuelas de cine ha aumentado drásticamente en los últimos años. Algunas escuelas ofrecen solo cursos de cine digital, evitando por completo la instrucción en el medio cinematográfico. El uso de cámaras digitales y medios digitales es significativamente menos costoso que las cámaras de película y las películas, y permite a una escuela o departamento de cine ofrecer más equipamiento para los estudiantes con el que aprender y utilizar para sus proyectos. Además, los medios digitales (como el DVD) se usan a menudo para proyecciones en clase.
En los últimos años, las escuelas de cine en línea han surgido enseñando la producción de películas a través de artículos, videos tutoriales y foros interactivos. La próxima generación de cinematografía digital que utiliza los sensores de gran tamaño y las funciones manuales disponibles en las cámaras réflex digitales aún reduce aún más la barrera hacia la creación de videos digitales económicos que se comparan estrechamente con la película de 35 mm. 

## Beneficios debatidos
Los profesionales de la industria del cine tienen una variedad de opiniones sobre la relevancia de un título en cine en relación con la capacidad de encontrar trabajo y tener éxito en el campo. Como en muchas profesiones en las artes, algunos sienten que el talento no se puede enseñar. Con respecto al cine, otros sienten que las técnicas de aprendizaje y la comprensión del negocio son cruciales para el éxito de uno como director de cine.
Aquellos que argumentan en contra de la necesidad de la escuela de cine citan el alto costo de tal educación como prohibitivo, y afirman que el dinero de un aspirante a director de cine sería mejor gastado en la realización real de una película, cuya experiencia ofrecería una mano más práctica en question de educación. En muchas escuelas de cine, incluyendo NYU y USC, las películas iniciales de estudiantes en programas no digitales son filmadas con cámaras de cine Arri-S o Bolex no sincronizadas fabricadas a mediados del siglo XX. Estas películas suelen filmarse en una película de reversión en blanco y negro sin diálogo, o se agrega un sonido limitado después del disparo. Los partidarios argumentan que filmar películas como estas desafía a los estudiantes a expresar creativamente su historia sin depender del diálogo u otros dispositivos convencionales modernos. Quienes se oponen cuestionan la viabilidad de hacer que los estudiantes inviertan una cantidad sustancial de dinero usando equipos que ya no se usan en la industria, y haciendo ejercicios de cine que podrían recrearse por mucho menos. 
Los defensores de la escuela de cine argumentan que una educación formal permite una comprensión teórica más completa de las técnicas de los enfoques artísticos, y ofrece la oportunidad de beneficiarse del conocimiento y la experiencia de los instructores profesionales que trabajan en la industria o que han trabajado en ella. A menudo se cita como otro beneficio de la escuela de cine las oportunidades disponibles para que los estudiantes trabajen como directores de cine o negocios relacionados, como instalaciones de edición de postproducción, y para conectarse con otras personas interesadas en el cine que puedan estar en condiciones de colaborar con el estudiante en un proyecto o eventualmente ofrecer trabajo en la industria. La mayoría de las escuelas de cine tendrán un festival, o exhibición, de trabajos de los estudiantes al final de un semestre o año escolar. Las instituciones más prestigiosas a menudo invitan a ejecutivos y productores de la industria a asistir. Sin embargo, las personas ambiciosas que no están en la escuela de cine también pueden buscar esas oportunidades por sí mismas a través de llamadas en frío, uniéndose a organizaciones relacionadas con la industria cinematográfica como IFP, o enviando su trabajo a festivales de cine independientes.
El aumento y la popularidad del cine independiente y el video digital han influido en este debate, ya que cualquier persona con una cámara digital puede disparar un trabajo digital con poco conocimiento formal de la industria, y puede tener éxito o establecer un seguimiento haciendo que el trabajo esté disponible para ver o publicarlo en internet.
Los directores que han asistido y obtenido títulos de las escuelas de cine incluyen Francis Ford Coppola (UCLA Film School, MFA director de cine), Martin Scorsese (NYU Film School, MFA director de cine), David Lynch (AFI Conservatory, MFA Film Directing) y George Lucas (USC Film School, dirección de cine BA). Otros, como Stanley Kubrick, Frank Capra, Pedro Almodóvar, Bernardo Bertolucci, Paul Thomas Anderson, Quentin Tarantino, James Cameron y Alfred Hitchcock no tenían ningún entrenamiento formal en la universidad. El director de cine Werner Herzog ha sido muy elocuente al argumentar en contra de la escuela de cine. 